# Adalbert Begas
Pour les articles homonymes, voir Begas.

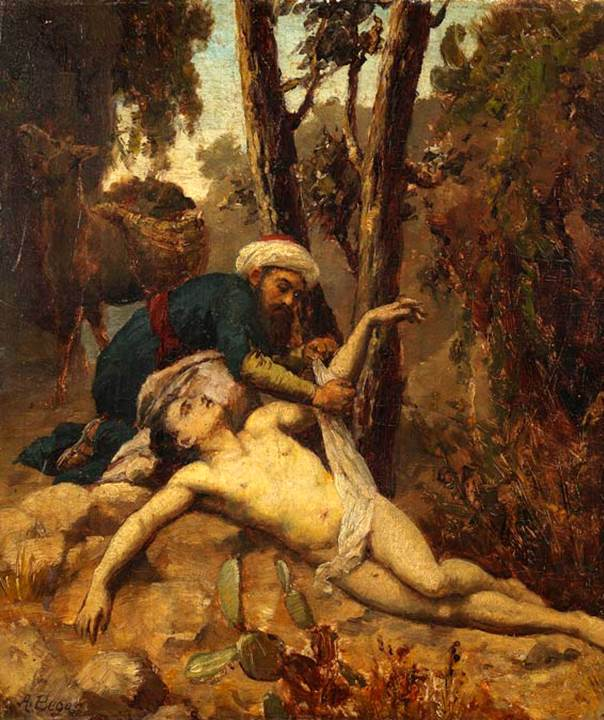
Le bon Samaritain (date inconnue)

Adalbert Franz Eugen Begas, né le 8 mars 1836 à Berlin et mort le 21 janvier 1888 à Nervi, est un peintre prussien.

## Biographie
Il est le troisième fils du peintre Carl Joseph Begas. En raison de ses talents de dessinateur, son père l'encourage à devenir graveur et l'envoie étudier à l'Académie Prussienne d'Art avec le graveur sur cuivre et lithographe Gustav Lüderitz (1803-1884). En 1849, il se rend à Paris pour compléter ses études. Ses rencontres avec les œuvres des maîtres anciens l'amènent à choisir de devenir peintre. En 1862, il suit son frère, le sculpteur Reinhold Begas à l'École grand-ducale saxonne des arts de Weimar, où il trouve du travail dans les ateliers d'Arnold Böcklin. Il entreprend un voyage d'étude en Italie en 1864, où il est influencé par les peintures de la Madone. De retour à Berlin, il gagne sa vie principalement comme portraitiste, mais il est plus enthousiaste à l'idée de produire des scènes de genre oniriques et des figures féminines idéalisées (souvent allégoriques).
En 1877, il épouse la peintre paysagiste et architecte Luise von Parmentier. Le couple se rend fréquemment en Italie (surtout à Capri et à Venise), l'inspirant à rendre ses scènes de genre plus réalistes et colorées. Il est mort au cours d'un de ces voyages d'une maladie pulmonaire non spécifiée.